# Achille Gavoglio
Achille Gavoglio (Genova, 1892 – ...) è stato un calciatore e pallanuotista italiano.

## Carriera

### Calcio
Nel ruolo di attaccante, con l'Andrea Doria disputò complessivamente 7 partite in massima serie segnando 2 gol nelle stagioni 1922-1923 e 1924-1925. Militò nell'Andrea Doria fino al 1926.

### Pallanuoto
Nelle file dell'Andrea Doria vinse il Campionato italiano maschile di pallanuoto 1922. Inoltre con la nazionale italiana partecipò ai giochi olimpici di Parigi, con cui non superò il primo turno del torneo di pallanuoto.